# Villacañas (kommunhuvudort)
Villacañas är en kommunhuvudort i Spanien.   Den ligger i provinsen Toledo och regionen Kastilien-La Mancha, i den centrala delen av landet, 90 km söder om huvudstaden Madrid. Villacañas ligger 677 meter över havet och antalet invånare är 10 645.
Terrängen runt Villacañas är platt. Runt Villacañas är det ganska glesbefolkat, med 26 invånare per kvadratkilometer. Villacañas är det största samhället i trakten. Omgivningarna runt Villacañas är i huvudsak ett öppet busklandskap.